# Vannes-sur-Cosson
Vannes-sur-Cosson is een gemeente in het Franse departement Loiret (regio Centre-Val de Loire) en telt 522 inwoners (1999). De plaats maakt deel uit van het arrondissement Orléans.

## Geografie
De oppervlakte van Vannes-sur-Cosson bedraagt 35,0 km², de bevolkingsdichtheid is 14,9 inwoners per km².
De onderstaande kaart toont de ligging van Vannes-sur-Cosson met de belangrijkste infrastructuur en aangrenzende gemeenten.

## Demografie
Onderstaande figuur toont het verloop van het inwonertal (bron: INSEE-tellingen).